# Hoëgne
La Hoëgne (/ɔɲ/, Hoûgne en wallon) est une rivière de Belgique, affluent de la Vesdre faisant partie du bassin versant de la Meuse.

## Géographie

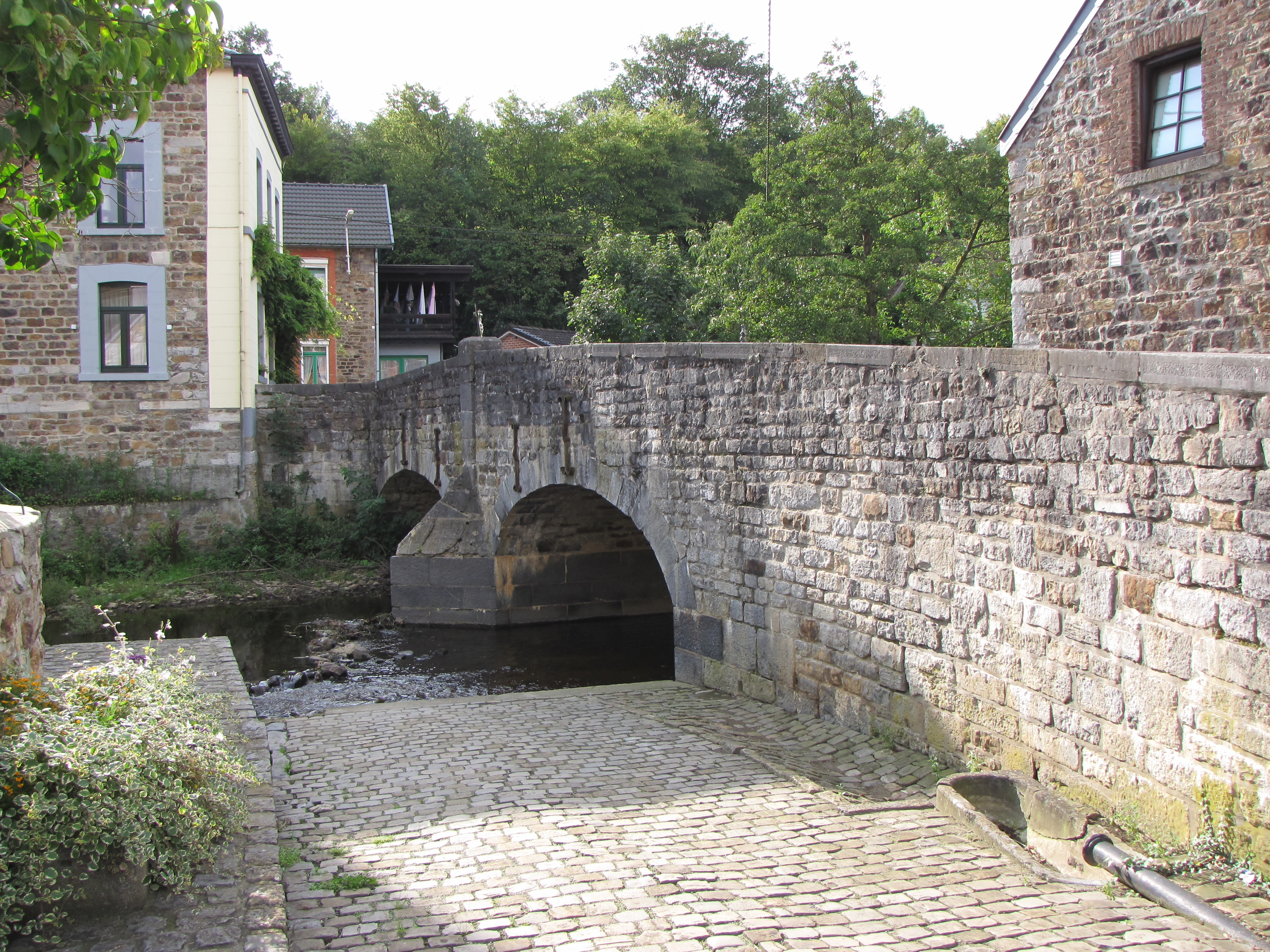
Le 'pont du coucou' sur la Hoëgne, à Polleur.

Cette rivière naît dans les Hautes Fagnes, plus précisément dans la Fagne de Polleur. Elle porte d'ailleurs le nom de Polleur sur ses premiers kilomètres. Elle reçoit la Statte près de Solwaster, traverse le village de Polleur sous le vieux pont de Polleur puis Theux où elle reçoit le Wayai qui provient de Spa, arrose ensuite Juslenville pour se jeter dans la Vesdre à Pepinster.

## Promenade
Jolie promenade (1 heure) partant du pont du Centenaire à Hockai jusqu'au pont de Belleheid en aval. La promenade a été réaménagée récemment et suit le cours rapide de la rivière à travers bois.
Les "Amis de la Vallée de la Hoëgne" conseillent de faire cette promenade en partant du pont de Belleheid, donc en remontant le cours d'eau.
De cette façon, on peut voir les cascades et les rapides de face, sans se retourner.
Le retour au pont de Belleheid peut s'effectuer par la rive gauche (partiellement par l'ancienne ligne de chemin de fer Spa-Francorchamps) ou, mieux, par la rive droite (chemin surplombant la vallée, belvédère).
Distance totale aller-retour : environ 7 km.

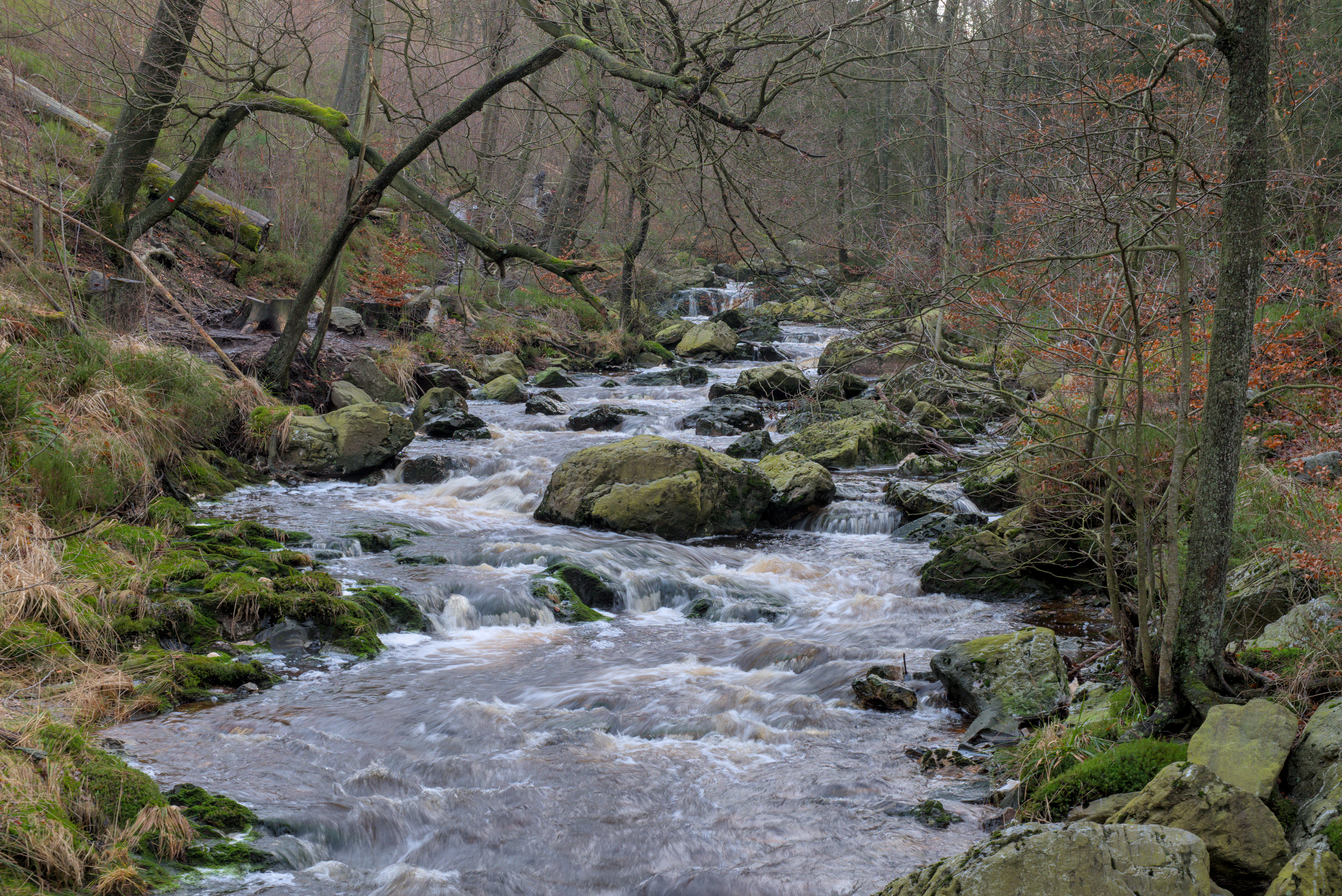
La Hoëgne dans les Hautes Fagnes.

Une autre possibilité de promenade est de partir de la Baraque Michel et de rejoindre la Hoëgne par la Grande Vecquée, pour descendre le cours de la rivière jusqu'à Polleur.

## Débit
Le débit moyen de la rivière mesuré à Pepinster, entre 1994 et 2001 est de 6,3 m3/s. Durant la même période on a enregistré :
- Un débit annuel moyen maximal de 8,1 m3/s en 1998.
- Un débit annuel moyen minimal de 3,9 m3/s en 1996.

Source : Ministère de la Région Wallonne.
La rivière concourt aux inondations meurtrières de juillet 2021 dans la vallée de la Vesdre, en particulier dans les localités de Theux et Pepinster.

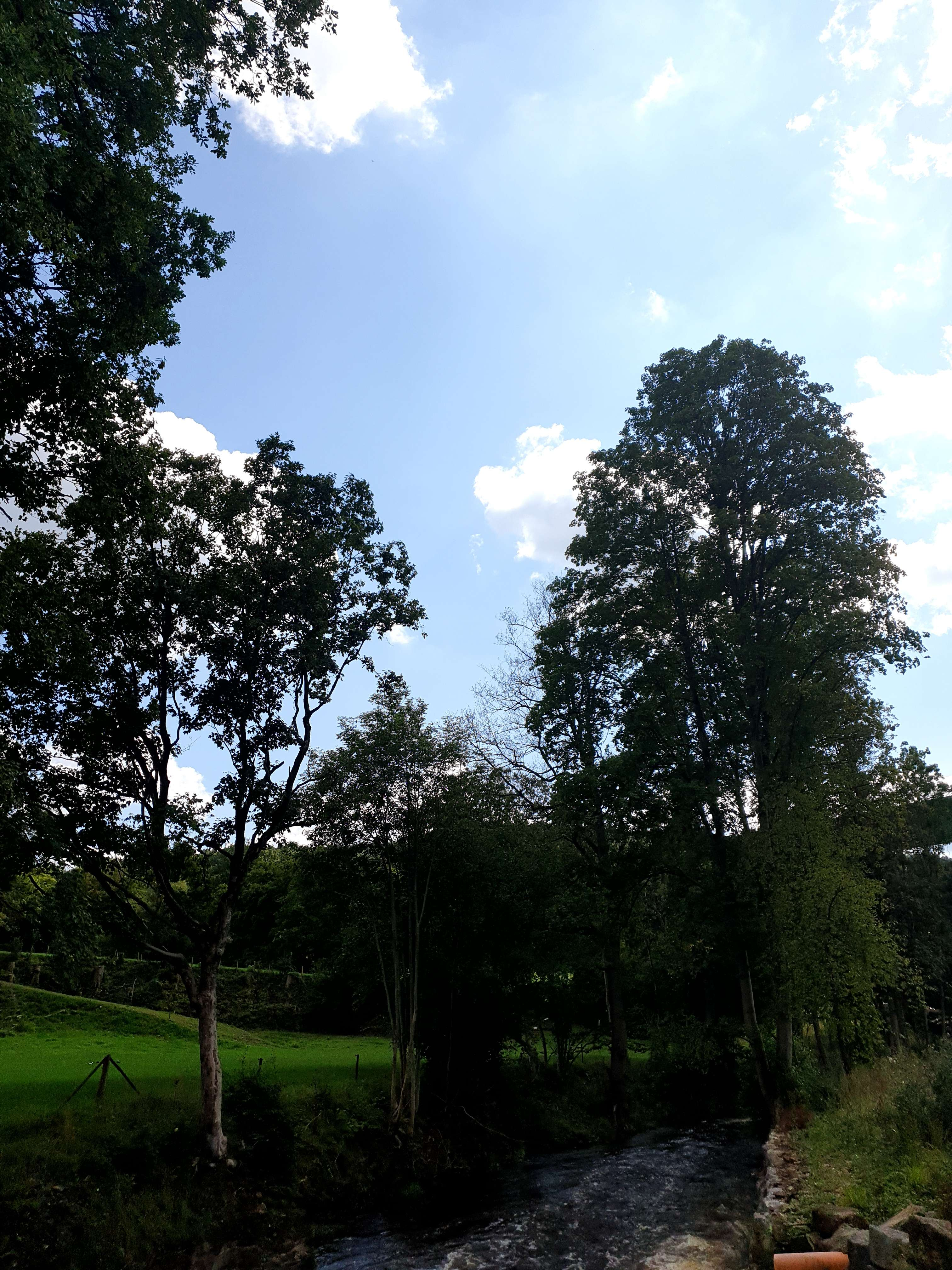
Cascade de la Hoëgne.